# 池田明
池田 明（いけだ あきら、1961年（昭和36年）9月4日 - ）は日本の実業家。三井不動産執行役員、三井ホーム代表取締役社長、三井不動産顧問等を経て日本郵政不動産代表取締役副社長、三井ホーム特別顧問。住宅生産団体連合会副会長、日本ツーバイフォー建築協会会長等を歴任。建設事業関係功労者等国土交通大臣表彰受賞。

## 来歴
兵庫県出身。東京都立戸山高等学校を経て、1985年に早稲田大学政治経済学部を卒業後、三井不動産に入社。
2009年4月に三井不動産投資顧問に出向し常務取締役、2015年4月に三井不動産執行役員、同年10月に三井不動産レジデンシャル常務執行役員、2016年4月に同社取締役に就任、シニアレジデンス事業の立ち上げに尽力した。2018年に三井ホーム取締役専務執行役員、2019年4月より三井ホーム代表取締役社長 社長執行役員に就任し、脱炭素社会実現に貢献する木造大規模施設建築物の請負事業を推進するとともに木造マンションという新たなカテゴリーを創出した。
三井不動産グループ執行役員も兼任する。2023年6月、三井不動産グループ上席執行役員に昇任。この間、2019年から一般社団法人日本ツーバイフォー建築協会会長及び一般社団法人住宅生産団体連合会副会長、一般財団法人住宅生産振興財団理事なども務めた。2024年7月、建設事業関係功労者等国土交通大臣表彰を受賞し、受賞者代表として登壇した。
2025年4月1日、三井ホーム特別顧問、三井不動産顧問に就任。
2025年6月26日、日本郵政不動産代表取締役副社長に就任。
2025年6月30日、三井不動産顧問を退任。